# Diocesi di Le Puy-en-Velay

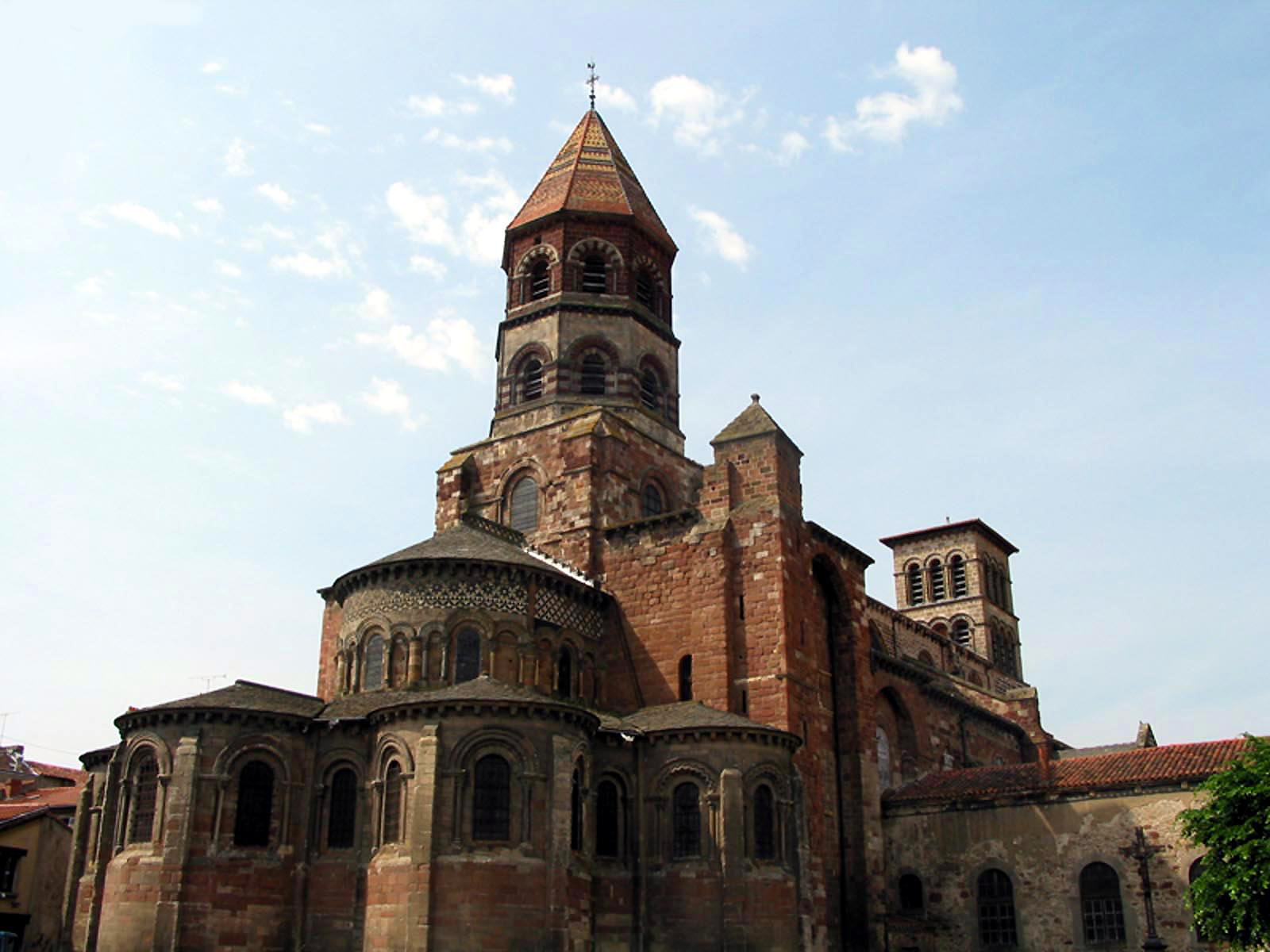
La Basilica di San Giuliano di Brioude.

La diocesi di Le Puy-en-Velay (in latino Dioecesis Aniciensis) è una sede della Chiesa cattolica in Francia suffraganea dell'arcidiocesi di Clermont. Nel 2023 contava 183.700 battezzati su 233.900 abitanti. È retta dal vescovo Yves Baumgarten.

## Territorio
La diocesi corrisponde al dipartimento francese dell'Alta Loira nella regione dell'Alvernia.
Sede vescovile è la città di Le Puy-en-Velay, dove si trova la basilica cattedrale di Notre-Dame du Puy. A Brioude sorge la basilica di San Giuliano.
Il territorio si estende su 4.977 km² ed è suddiviso in 279 parrocchie.

## Storia
La diocesi dei Vellavi, antico popolo della Gallia celtica, è attestata a partire dal IV secolo. Tradizionalmente si ritiene che la prima sede della diocesi fosse la città di Ruessium, oggi Saint-Paulien, e che in seguito con sant'Evodio (chiamato in francese Vosy) sia stata trasferita a Anicium, l'odierna Le Puy-en-Velay. Fondatore della comunità cristiana sarebbe stato san Giorgio, cui sarebbero seguiti san Macario, san Marcellino, san Ronzio, Eusebio e san Pauliano. Gli scavi archeologici e gli studi successivi condotti nel Novecento hanno messo in crisi il dato tradizionale: nel 1957 l'archeologo Gounot scriveva che «l'archeologia oggi non può segnalare alcuna traccia certa dell'esistenza di questi personaggi (san Giorgio e i suoi successori) e nemmeno di una civilizzazione paleocristiana o merovingia a Saint-Paulien». Secondo Cubizolles, Anicium è stata la prima è unica sede episcopale dei Vellavi e sant'Evodio il suo primo vescovo.
La civitas Vallevorum, documentata dalla Notitia Galliarum del V secolo, dipendeva dal punto di vista amministrativo da Bourges, capitale della provincia romana dell'Aquitania prima; di conseguenza la diocesi appartenne fin dall'inizio alla provincia ecclesiastica dell'arcidiocesi di Bourges.
Una chiesa cattedrale fu costruita verso la fine del V secolo, mentre un secolo dopo, alla fine del VI secolo, si contano già altre chiese vicino alla cattedrale.
Nell'VIII secolo esisteva già il pellegrinaggio alla Madonna di Puy, che fu la più importante meta di pellegrinaggio francese durante il Medioevo. Nel X secolo che l'antica città di Anicium cambia nome, per assumere quello di Puy-Sainte Marie. La devozione mariana era collegata anche al pellegrinaggio verso Santiago di Compostela: Puy era infatti una tappa nel cammino che dalla Francia raggiungeva Santiago.
Verso il 1000, papa Silvestro II rese la diocesi di Le Puy immediatamente soggetta alla Santa Sede. Papa Leone IX confermò il privilegio dell'esenzione dalla giurisdizione metropolitica, aggiungendovi quello dell'uso del pallio.
Nel 955 l'imperatore Lotario IV confermò al vescovo Godescalco il privilegio, concesso a Adalard nel 923, di amministrare la giustizia, di battere moneta e di gestire il mercato. Nel 1134 il potere temporale dei vescovi fu esteso da Luigi il Grosso su tutta la città di Puy. Il 20 luglio 1165 papa Alessandro III confermò la sovranità dei vescovi sulla città episcopale e su tutta una serie di castelli, chiese e monasteri nel Velay, nel Vivarais e in Alvernia.
Nel 1265 Guy Le Gross Foulquois, che era stato vescovo di Le Puy dal 1257 al 1259, fu eletto papa con il nome di Clemente IV.
Il 25 marzo 1407, anno in cui la festa dell'Annunciazione coincideva con il Venerdì Santo, suscitando timori per la fine del mondo, segnò l'inizio della festa annuale della Vergine di Puy, che da allora si ripete ogni 25 marzo.
Nella prima metà del XVII secolo il territorio diocesano divenne luogo dell'azione missionaria e catechetica di san Giovanni Francesco Régis.
Nel 1652 il vescovo Henri Cauchon de Maupas du Tour fondò il seminario diocesano, affidando la direzione e l'insegnamento ai padri sulpiziani.
Alla vigilia della rivoluzione, la diocesi contava 137 parrocchie, suddivise in tre arcipreture: Monistrol, Saint-Paulien e Solignac.
In seguito al concordato, con la bolla Qui Christi Domini di papa Pio VII del 29 novembre 1801 la diocesi fu soppressa e il suo territorio fu incorporato a quello della diocesi di Saint-Flour.
Nel giugno 1817 fra Santa Sede e governo francese fu stipulato un nuovo concordato, cui fece seguito il 27 luglio la bolla Commissa divinitus, con la quale il papa restaurava la sede di Le Puy; fu nominato vescovo Jean-Pierre de Gallien de Chabons. Tuttavia, poiché il concordato non entrò in vigore in quanto non ratificato dal Parlamento di Parigi, la nomina di Chabons non ebbe effetto.
Il 6 ottobre 1822 in forza della bolla Paternae charitatis del medesimo papa Pio VII la diocesi fu ristabilita sull'antico territorio, a cui fu aggiunto il distretto di Brioude che prima della Rivoluzione faceva parte della diocesi di Saint-Flour. Ritornò allora ad essere suffraganea dell'arcidiocesi di Bourges.
Nel 1861 il gesuita padre Henri Ramière fondò la rivista Messaggero del Sacro Cuore, attraverso la quale promosse la diffusione dell'Apostolato della Preghiera, ideato dal suo confratello François-Xavier Gautrelet.
L'8 dicembre 2002, con la riorganizzazione delle circoscrizioni diocesane francesi, è entrata a far parte della provincia ecclesiastica dell'arcidiocesi di Clermont.

## Cronotassi dei vescovi
Si omettono i periodi di sede vacante non superiori ai 2 anni o non storicamente accertati.
Il più antico catalogo dei vescovi di Puy è contenuto in un sacramentario del X secolo e menziona solo cinque vescovi, nell'ordine: Evodio, Aurelio, Suacro, Scutario e Ermentario. Sono molto pochi i vescovi storicamente documentati per i primi nove secoli della storia della diocesi; la tradizione liturgica ne riporta molti altri, per i quali tuttavia non esistono prove storiche.
- Sant'Evodio (Vosy) † [7]
- San Siagrio † [8]
- San Scutario † [9]
- Armentario † [10]
- San Benigno †
- San Faustino † [11]
- San Giorgio † [12]
- San Marcellino † [13]
- Sant'Aurelio † (menzionato nel 590)[14]
- Sant'Agrevio † [15]
- Basilio † [16]
- Sant'Odo (Eudes) † [17]
- Dulcidio † [18]
- Druttano † (menzionato all'epoca di Ludovico il Pio)[19]
- Arduino † (prima dell'860 - dopo l'866)
- Guido I † (prima dell'875 - dopo l'877)
- Norberto † (fine IX secolo)
- Adalardo † (menzionato nel 919)
- Ettore † [20]
- Godescalco † (prima del 936 - 1º dicembre 962 deceduto)
- Begone † [21]
- Pietro ? † [22]
- Guido II d'Anjou † (975 - dopo il 993)
  - Étienne de Gévaudan † (circa 995 - 998 deposto) (vescovo illegittimo)
- Théotard † (23 novembre 998[23] - 21 luglio 1001 ? deceduto)[24]
- Frédol d'Anduze † (circa 1004 - 3 ottobre 1028 o 1029 deceduto)
- Étienne de Mercoeur † (1029 - 1053 deceduto)
- Pierre de Mercoeur † (1053 - 13 luglio 1073 deceduto)
  - Étienne de Polignac (o d'Auvergne) † (1073 - 1075 deposto) (vescovo intruso)[25]
  - Sede vacante (1073-1082)
- Adhémar de Monteil † (1082 - 1º agosto 1098 deceduto)
  - Sede vacante (1098-1102)
- Pons de Tournon † (1102 - 24 gennaio 1112 deceduto)
- Pons de Montboissier † (1112 - 20 aprile 1128 deceduto)
- Humbert d'Albon † (1128 - 17 ottobre 1144 deceduto)[26]
- Pierre III † (1º maggio 1145 consacrato - 30 agosto 1156 deceduto)
- Pons III † (menzionato nel 1158)
- Pierre de Solignac † (1159 - 1189 dimesso)[27]
  - Sede vacante (1189-1192)
- Aymar † (1192 - 11 febbraio 1195 ?[28] deceduto)
- Odilon de Mercoeur † (1197 - 1202)
- Bertrand de Chalencon † (1202 - 21 dicembre 1213 deceduto)
- Robert de Mehun † (1214 - 21 dicembre 1219 deceduto)
- Étienne de Chalencon † (prima di agosto 1220 - febbraio 1231 deceduto)
- Bernard de Rochefort-d'Ally † (1231 - 1236)
- Bernard de Montaigu † (1236 - 23 febbraio 1248 deceduto)
- Guillaume de Murat † (1248 - dopo il 1250)
  - Bernard de Ventadour † (19 maggio 1254 - dopo il 1º ottobre 1255 dimesso) (vescovo eletto)
- Armand de Polignac † (14 maggio 1256 - 17 maggio 1257 deceduto)
- Guy Le Gross Foulquois † (19 ottobre 1257 - 10 ottobre 1259 nominato arcivescovo di Narbona, poi eletto papa con il nome di Clemente IV)
- Guillaume de La Roue, O.S.B. † (luglio 1260[29] - 9 aprile[30] 1282 deceduto)
- Guy III † (1283)[31]
- Frédol de Saint-Bonnet † (10 giugno 1284 - 4 agosto 1289 deceduto)
- Guy de Neuville † (20 giugno 1290 - 24 aprile 1296 nominato vescovo di Saintes)
- Jean de Comines † (15 maggio 1296 - 24 giugno 1308 deceduto)
- Bernard de Castanet † (30 luglio 1308 - 14 agosto 1317 deceduto)
- Guillaume de Brosse † (19 ottobre 1317 - 14 febbraio 1318 nominato vescovo di Meaux)
- Guglielmo Durando di San Porciano, O.P. † (14 febbraio 1318 - 13 marzo 1326 nominato vescovo di Meaux)
- Pierre de Longeuil † (13 marzo 1326 - 6 febbraio 1327 deceduto)
- Bernard Brun † (10 febbraio 1327 - 25 settembre 1342 nominato vescovo di Noyon)
- Jean Chandorat, O.S.B. † (25 settembre 1342 - 15 settembre 1356 deceduto)
- Jean Fabri, O.S.B. † (12 ottobre 1356 - 27 febbraio 1357 nominato vescovo di Tortosa)
- Jean du Jaurens † (27 febbraio 1357 - ottobre 1361 deceduto)
- Bertrand de La Tour † (5 novembre 1361 - 14 maggio 1382 deceduto)
  - Bertrand de Chanac † (30 maggio 1382 - 12 luglio 1385 dimesso) (amministratore apostolico)
- Pierre Girard † (17 luglio 1385 - 17 ottobre 1390 dimesso)
- Gilles de Bellemère † (17 ottobre 1390 - 19 agosto 1392 nominato vescovo di Avignone)
- Ythier de Martreuil † (19 agosto 1392 - 2 aprile 1395 nominato vescovo di Poitiers)
- Pierre d'Ailly † (2 aprile 1395 - 15 novembre 1396 nominato vescovo di Cambrai)
- Elie de Lestrange † (15 novembre 1396 - 17 luglio 1418 deceduto)
- Guillaume de Chalencon † (23 settembre 1418 - 25 novembre 1443 deceduto)
- Jean de Bourbon † (20 aprile 1444 - 2 dicembre 1485 deceduto)
- Geoffroy de Pompadour † (15 marzo 1486 - 8 maggio 1514 deceduto)
- Antoine de Chabannes † (1º settembre 1514 - settembre 1535 deceduto)
  - Agostino Trivulzio † (15 settembre 1535 - 18 ottobre 1535 dimesso) (amministratore apostolico)
- François de Sarcus † (18 ottobre 1535 - 1557 deceduto)
- Martin de Beaune † (1557 - 1561 dimesso)
- Antoine de St Néctaire, O.S.B. † (27 giugno 1561 - 3 novembre 1593 deceduto)
  - Sede vacante (1593-1597)
- Jacques de Serres † (18 agosto 1597 - 28 gennaio 1621 deceduto)
- Just de Serres, O.S.B. † (28 gennaio 1621 succeduto - 28 agosto 1641 deceduto)
- Henri Cauchon de Maupas du Tour † (22 giugno 1643 - 31 marzo 1664 nominato vescovo di Évreux)
- Armand de Béthune † (22 aprile 1665 - 10 dicembre 1703 deceduto)
- Claude de la Roche-Aymon † (28 aprile 1704 - luglio 1720 deceduto)
- Godefroid-Maurice de Conflans † (16 giugno 1721 - 14 marzo 1725 deceduto)
- François-Charles de Béringhen d'Armainvilliers † (20 febbraio 1726 - 17 ottobre 1742 deceduto)
- Jean-Georges Lefranc de Pompignan † (15 luglio 1743 - 14 aprile 1774 dimesso)
- Marie-Joseph de Galard de Terraube † (6 giugno 1774 - 8 ottobre 1804 deceduto)[32]
  - Sede soppressa (1801-1822)
  - Jean-Pierre de Gallien de Chabons † (1º ottobre 1817 - 27 settembre 1822 nominato vescovo di Amiens) (vescovo eletto)
- Louis-Jacques-Maurice de Bonald † (10 marzo 1823 - 27 aprile 1940 nominato arcivescovo di Lione)
- Pierre-Marie-Joseph Darcimoles † (13 luglio 1840 - 12 aprile 1847 nominato arcivescovo di Aix)
- Joseph-Auguste-Victorin de Morlhon † (12 aprile 1847 - 5 ottobre 1862 deceduto)
- Pierre-Marc Le Breton † (28 settembre 1863 - 20 maggio 1886 deceduto)
- Marie-Joseph-Jean-Baptiste-André-Clément-Fulbert Petit † (26 maggio 1887 - 18 maggio 1894 nominato arcivescovo di Besançon)
- Constant-Ludovic-Marie Guillois † (18 maggio 1894 - 31 maggio 1907 dimesso[33])
- Thomas-François Boutry † (5 giugno 1907 - 20 marzo 1925 deceduto)
- Norbert-Georges-Pierre Rousseau † (15 maggio 1925  - 2 ottobre 1939 deceduto)
- Joseph-Marie-Eugène Martin † (6 febbraio 1940 - 11 ottobre 1948 nominato arcivescovo di Rouen)
- Joseph-Marie-Jean-Baptiste Chappe † (6 aprile 1949 - 12 ottobre 1960 deceduto)
- Jean-Pierre-Georges Dozolme † (12 ottobre 1960 succeduto - 2 marzo 1978 dimesso)
- Louis Pierre Joseph Cornet (2 marzo 1978 - 31 luglio 1987 nominato vescovo di Meaux)
- Henri Marie Raoul Brincard, C.R.S.V. † (8 agosto 1988 - 14 novembre 2014 deceduto)
- Luc Crepy, C.I.M. (12 febbraio 2015 - 6 febbraio 2021 nominato vescovo di Versailles)
- Yves Baumgarten, dal 16 febbraio 2022

## Statistiche
La diocesi nel 2023 su una popolazione di 233.900 persone contava 183.700 battezzati, corrispondenti al 78,5% del totale.
| anno | popolazione | popolazione | popolazione | presbiteri | presbiteri | presbiteri | presbiteri                | diaconi | religiosi | religiosi | parrocchie |
| anno | battezzati  | totale      | %           | numero     | secolari   | regolari   | battezzati per presbitero | diaconi | uomini    | donne     | parrocchie |
| ---- | ----------- | ----------- | ----------- | ---------- | ---------- | ---------- | ------------------------- | ------- | --------- | --------- | ---------- |
| 1950 | 220.000     | 228.076     | 96,5        | 483        | 457        | 26         | 455                       |         | 370       | 1.571     | 280        |
| 1970 | 201.735     | 208.337     | 96,8        | 411        | 402        | 9          | 490                       |         | 186       | 1.325     | 277        |
| 1980 | 199.000     | 207.700     | 95,8        | 367        | 357        | 10         | 542                       |         | 159       | 1.111     | 279        |
| 1990 | 201.000     | 210.000     | 95,7        | 291        | 285        | 6          | 690                       | 3       | 110       | 894       | 284        |
| 1999 | 190.000     | 206.000     | 92,2        | 217        | 208        | 9          | 875                       | 7       | 101       | 686       | 282        |
| 2000 | 190.000     | 209.113     | 90,9        | 211        | 202        | 9          | 900                       | 8       | 93        | 661       | 282        |
| 2001 | 190.000     | 209.047     | 90,9        | 203        | 194        | 9          | 935                       | 9       | 94        | 650       | 284        |
| 2002 | 190.000     | 209.047     | 90,9        | 205        | 196        | 9          | 926                       | 9       | 93        | 620       | 284        |
| 2003 | 189.000     | 208.000     | 90,9        | 198        | 188        | 10         | 954                       | 8       | 94        | 574       | 284        |
| 2004 | 190.000     | 209.047     | 90,9        | 191        | 182        | 9          | 994                       | 8       | 84        | 553       | 284        |
| 2013 | 181.700     | 231.877     | 78,4        | 147        | 137        | 10         | 1.236                     | 10      | 53        | 406       | 284        |
| 2016 | 183.769     | 233.918     | 78,6        | 132        | 126        | 6          | 1.392                     | 13      | 37        | 340       | 284        |
| 2019 | 183.850     | 234.000     | 78,6        | 118        | 108        | 10         | 1.558                     | 14      | 16        | 279       | 284        |
| 2021 | 182.500     | 232.900     | 78,4        | 109        | 101        | 8          | 1.674                     | 15      | 33        | 212       | 279        |
| 2023 | 183.700     | 233.900     | 78,5        | 101        | 94         | 7          | 1.818                     | 18      | 30        | 202       | 279        |